# Dolicheremaeus duplicatus
Dolicheremaeus duplicatus är en kvalsterart som beskrevs av Sandór Mahunka 1989. Dolicheremaeus duplicatus ingår i släktet Dolicheremaeus och familjen Tetracondylidae. Inga underarter finns listade i Catalogue of Life.